# Clusiodes plumipes
Clusiodes plumipes är en tvåvingeart som beskrevs av Mitsuhiro Sasakawa 1987. Clusiodes plumipes ingår i släktet Clusiodes och familjen träflugor. Inga underarter finns listade i Catalogue of Life.